# Pierre Riel de Beurnonville
Pierre Riel, markýz de Beurnonville (10. května 1752, Champignol-lez-Mondeville – 23. dubna 1821, Paříž) byl francouzský generál a státník, pair a maršál Francie.

## Život
Nepocházel ze šlechtické rodiny, jeho otec Pierre Riel byl kolář a rolník z regionu Aube, matka Jeanne Laurain. Přídomek de Beurnonville začal používat až v roce 1789, jako kariérní plukovník francouzské královské armády starého režimu.
Původně byl rodinou určen k duchovní dráze, ale dal přednost kariéře ve vojsku. Jako důstojník sloužil ve Východní Indii v letech 1777-1781, kde se poprvé výhodně oženil s bohatou vdovou. Po odvolání se vrací zpět do Francie a v roce 1788 získal prestižní hodnost podplukovníka Švýcarské gardy v rotě hraběte de Artois a roku 1789 se stal plukovník infanterie.
Přidal se k francouzské revoluci a v roce 1790 velel Národní gardě v Longchamp. Roku 1792 byl povýšen do generálské hodnosti maréchal de camp a stal se adjutantem maršála Lucknera v rámci severní armády. Bojoval u Valmy (20. září 1792) a hájil Lille. Vlivem girondistů byl 8. února 1793 jmenován ministrem války Francie a byl nakonec respektován i radikálními jakobíny.
Generál Dumouriez jej chtěl získat pro svůj plán státního převratu, ale Beurnonville jej vyzradil Národnímu konventu. Ten ho 1. dubna 1793 odeslal spolu se čtyřmi komisaři Konventu Camusem, Lamarquem, Bancalem a Quinettem, aby Dumourieze zatkli. Ten však všech pět emisarů zajal a vydal Rakušanům. Po 33 měsíčním pobytu v olomoucké pevnosti byli všichni vyměněni (listopad 1795) za vévodkyni Angoulêmskou (dceru krále Ludvíka XVI.).
Po návratu obdržel Beurnonville velení v severní armádě, ale roku 1798 musel funkci složit pro zdravotní obtíže a byl Direktoriem jmenován generálním inspektorem pěchoty. Připojil se k Napoleonovi a byl roku 1800 jmenován mimořádným vyslancem v Berlíně a roku 1802 v Madridu. 
V roce 1803 získal zámek Balincourt v Arronville. V roce 1805 se podruhé oženil s Félicité-Louise-Julie-Constance de Durfort (1782–1870), dcerou hraběte z Durfortu , bývalého francouzského velvyslance v Benátské republice.

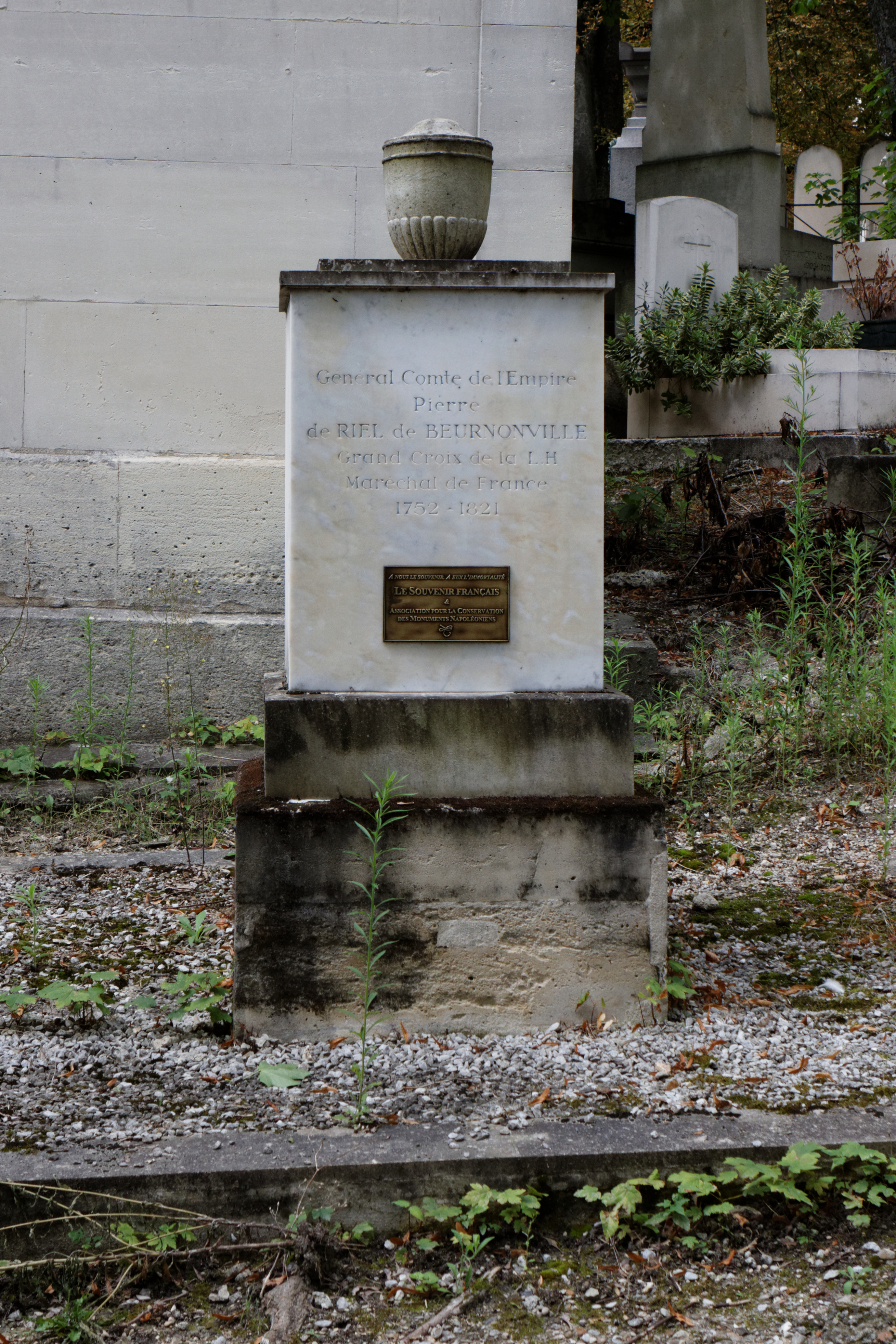
Hrob maršála Pierra Riela de Beurnonville.

Roku 1804 byl jmenován velkodůstojníkem Čestné legie a roku 1805 senátorem. Od roku 1809 s titulem hrabě de Riel francouzského císařství (comte d’Empire). Roku 1814 hlasoval pro sesazení Napoleona I. a jako člen prozatímní vlády proti dosazení Napoleona II.
Král Ludvík XVIII. jej proto roku 1814 jmenoval pairem a státním ministrem. Během Sta dnů zůstal po boku Ludvíka XVIII. v Gentu a král ho roku 1816 povýšil do hodnosti maršála Francie. V roce 1817 obdržel titul markýz de Beurnonville a roku 1820 získal Řád sv. Ducha. Zemřel v Paříži 23. dubna 1821, jako celoživotní svobodný zednář, a pohřben je na hřbitově Père-Lachaise.